# لوسي غراي
لوسي غراي (بالإنجليزية: Lucy Gray) هي ناشطة اجتماعية وطالبة وعالمة بيئة نيوزيلندية، ولدت في ديسمبر 2006.